# Los Mistoles
Los Mistoles é uma comuna da província de Córdoba, na Argentina.